# Lithodes santolla
Lithodes santolla is een tienpotigensoort uit de familie van de Lithodidae. De wetenschappelijke naam van de soort werd in 1782 voor het eerst geldig gepubliceerd door Juan Ignacio Molina.